# 铅观音莲
铅观音莲（学名：Alocasia plumbea）为天南星科姑婆芋屬下的一个种。

## 扩展阅读
- 維基物種上的相關：铅观音莲